# Ethelred II
Ethelred II de Onberadene (Oudengels: Æþelred) (ca. 968 – Londen, 23 april 1016) was van 978 tot 1013 en van 1014 tot 1016 koning van Engeland.
Volgens de geschiedschrijver Willem van Malmesbury ontlastte Ethelred zich als baby in de doopvont. Naar aanleiding hiervan voorspelde St.-Dunstan dat de Engelse monarchie onder Ethelreds bewind zou worden omvergeworpen.
Na de dood van zijn vader Edgar van Engeland in 975 wilde een belangrijke fractie Ethelred tot koning kronen; zijn halfbroer Edward was weliswaar ouder, maar geboren uit een moeder van nederige afkomst. Bovendien had Edward last van driftbuien die hem minder geschikt maakten als koning. Toch werd Edward gekroond. Edward werd in 978 vermoord door hovelingen van Ethelred toen hij op bezoek was bij Ethelred en diens moeder in Corfe Castle. De opvolging door Ethelred was daardoor omstreden. Hij werd gekroond in Kingston upon Thames. De hal waar de Witenagemot ter gelegenheid van de kroning bijeen kwam, stortte in en Ethelred verloor daardoor aan het begin van zijn regering direct een aantal belangrijke raadgevers. Zijn bijnaam unræd, wat zonder raad betekent, zou daarnaar kunnen verwijzen. Het is tevens een woordspeling op zijn naam, die Edel raad (goed geadviseerd) betekent. De bijnaam wordt overigens pas rond 1180 voor het eerst vermeld, dus hij zegt weinig over Ethelreds karakter.
Tot 980 hadden de Denen Engeland gemeden maar daarna hervatten ze hun plundertochten. Ethelred kwam in 986 in conflict met Aelfric van Mercia. Ethelred belegerde Rochester (Engeland) en verwoestte de omgeving, en Aelfric werd uiteindelijk verbannen. In deze tijd was er in Engeland een grote veesterfte door een ziekte. In 991 ontstond een conflict tussen Engeland en Normandië omdat de Denen daar onderdak kregen. Dit conflict werd opgelost door een vredesverdrag in Rouen. De Denen versloegen in datzelfde jaar een lokaal Engels leger in de slag bij Maldon (Essex). Een Deense inval in 994 eindigde met een onbesliste veldslag bij Londen. Daarna werd een verdrag gesloten waarbij de Denen voor 22.000 pond werden afgekocht. De Denen voerden in de periode 997-999 voortdurende aanvallen langs de zuidkust van Engeland en Wales uit. In 1000 vertrokken de Denen naar Normandië en Ethelred gebruikte de rust om een campagne tegen Strathclyde te voeren. In 1001 keerden de Denen weer terug. Hierna was Ethelred vrijwel voortdurend met de Denen in conflict:

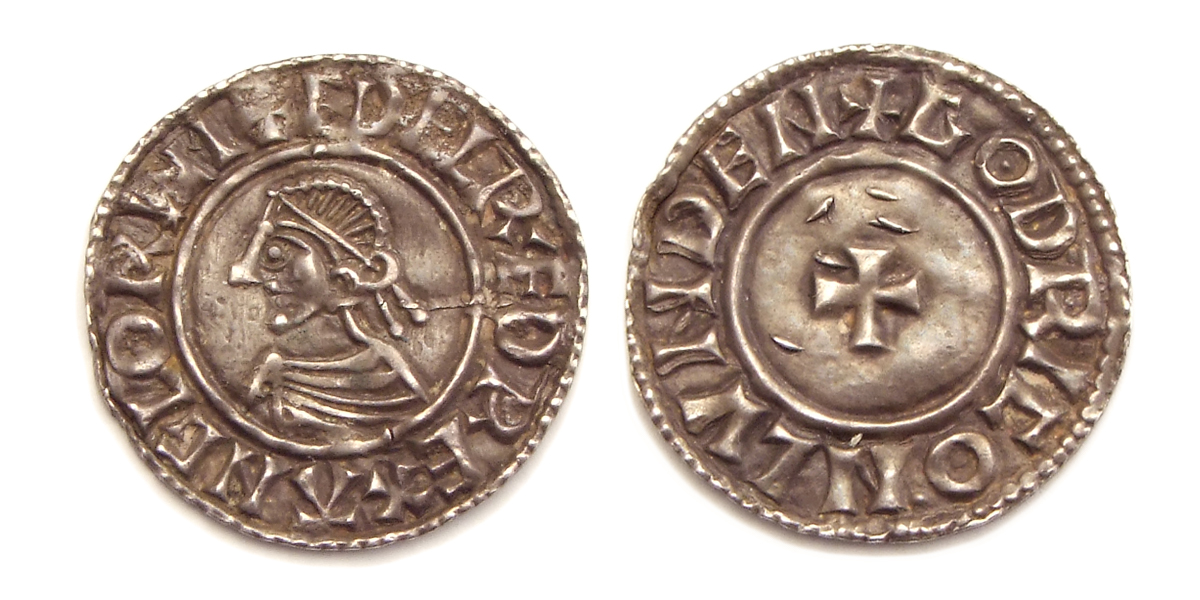
Penning met portret van Ethelred II, geslagen te Londen.
Vz: ELRED REX ANGLORUM
Kz: LODRICO:N LUNDEN

- 1002: de Denen werden afgekocht voor het bedrag van 24.000 pond. Op 13 november, de dag van St.-Bricius (St. Brice's Day), gaf Ethelred uit angst voor een aanslag opdracht om alle Denen in Engeland te doden. De zuster van de Deense koning Sven Gaffelbaard zou een van de slachtoffers zijn.
- 1004: invasie van Sven in East Anglia maar hij moest zich terugtrekken na zware gevechten met lokale troepen.
- 1007: Deense aanvallen werden voor twee jaar afgekocht voor 36.000 pond. Ethelred gebruikte deze periode van rust om een eigen vloot te bouwen maar die werd vooral door lokale machthebbers misbruikt voor piraterij.
- 1009: grote inval van een Deens leger.
- 1012: na drie jaar van gevechten en plundering werd het Deense leger afgekocht voor 48.000 pond. De plunderingen en de hoge belastingen om de Denen af te kopen ruïneerden de economie van Engeland.
- 1013: Ethelred ging in ballingschap nadat de Denen onder Sven Engeland hadden veroverd.
- 1014: na de dood van Sven brak een opstand uit in Engeland. Ethelred werd weer koning maar moest daarvoor aan zijn edelen beloven om zijn beleid volgens hun wensen te veranderen.

Ethelred overleed te Londen en werd daar begraven in St Paul's Cathedral (Londen). Hij werd opgevolgd door zijn zoon Edmund II.
Ethelred trouwde in zijn eerste huwelijk met Aelfgiva (ca. 975 - 996). Haar ouders zijn onbekend. Ethelred en Aelfgiva kregen de volgende kinderen:
- Aethelstan (ca. 986 - na 25 juni 1014), kroonprins, gesneuveld tegen de Denen voor het overlijden van zijn vader.
- Egbert (ovl. 1005)
- Edmund II van Engeland
- Eadred (ovl. 1012)
- Eadwig (ovl. 1017), probeerde koning te worden na het overlijden van zijn broer Edmund maar moest zich onderwerpen aan Knoet de Grote. Werd in 1017 in opdracht van Knoet gedood, samen met een aantal Angelsaksische edelen. Begraven in de abdij van Tavistock (Devon).
- Eadgyhth (ovl. na 11 november 1021), trouwde in haar eerste huwelijk met Eadric, ealdorman van Mercia. Die koos uiteindelijk de kant van Knoet en werd door hem bevestigd in Mercia, maar in opdracht van Knoet gedood op kerst 1017. In haar tweede huwelijk trouwde Eadgyth met Thorkell de Lange, zoon van de onderkoning van Skåne, die sneuvelde in 1039.

De volgende kinderen kunnen zowel van Aelfgiva als van een of meer onbekende (bij)vrouwen zijn:
- Eadgar (ovl. 1012/1015)
- Aelgifu, trouwde 1009/1016 met Uthred, earl van Northumbria, als zijn derde vrouw
- Wulfhild, trouwde met Ulfcytel, ealdorman van East Anglia
- onbekende dochter, trouwde met een edelman Aethelstan die sneuvelde tijdens een veldslag bij Ringmer in 1010
- onbekende dochter (ovl. na 1051), abdis van Wherwell

Ethelred trouwde vervolgens met Emma van Normandië. Zij kregen de volgende kinderen:
- Eduard de Belijder
- Aelfred (na 1005 - Ely, 5 februari 1036), werd door zijn moeder meegenomen tijdens haar vlucht naar Normandië in 1013. In 1036 keerde hij terug naar Engeland maar werd gevangengenomen door Godwin van Wessex. Die liet hem de ogen uitsteken en Aelfred overleed aan de verwondingen die hij hieraan overhield. Aelfred werd begraven in de kathedraal van Ely.
- Godgifu (Goda) (ovl. voor 1049), werd door haar moeder meegenomen tijdens haar vlucht naar Normandië in 1013. Zij trouwde omstreeks 1025 met Drogo van Vexin en hertrouwde na diens dood in 1036 met Eustaas II van Boulogne.

## Voorouders
| Voorouders van Ethelred II | Voorouders van Ethelred II                        | Voorouders van Ethelred II                        | Voorouders van Ethelred II                        | Voorouders van Ethelred II                        | Voorouders van Ethelred II                        | Voorouders van Ethelred II                        | Voorouders van Ethelred II                        | Voorouders van Ethelred II                        |
| -------------------------- | ------------------------------------------------- | ------------------------------------------------- | ------------------------------------------------- | ------------------------------------------------- | ------------------------------------------------- | ------------------------------------------------- | ------------------------------------------------- | ------------------------------------------------- |
| Overgrootouders            | Eduard de Oudere (874/77-924) ∞ Eadgifu (-968)    | Eduard de Oudere (874/77-924) ∞ Eadgifu (-968)    | ? (-) ∞ ? (–)                                     | ? (-) ∞ ? (–)                                     | ? (-) ∞ ? (–)                                     | ? (-) ∞ ? (–)                                     | ? (-) ∞ ? (–)                                     | ? (-) ∞ ? (–)                                     |
| Grootouders                | Edmund I van Engeland (922-946) ∞ Elgiva (–944)   | Edmund I van Engeland (922-946) ∞ Elgiva (–944)   | Edmund I van Engeland (922-946) ∞ Elgiva (–944)   | Edmund I van Engeland (922-946) ∞ Elgiva (–944)   | Ordgar (910-971) ∞ ? (–)                          | Ordgar (910-971) ∞ ? (–)                          | Ordgar (910-971) ∞ ? (–)                          | Ordgar (910-971) ∞ ? (–)                          |
| Ouders                     | Edgar van Engeland (942–975) ∞ 1000 Ælfthryth (-) | Edgar van Engeland (942–975) ∞ 1000 Ælfthryth (-) | Edgar van Engeland (942–975) ∞ 1000 Ælfthryth (-) | Edgar van Engeland (942–975) ∞ 1000 Ælfthryth (-) | Edgar van Engeland (942–975) ∞ 1000 Ælfthryth (-) | Edgar van Engeland (942–975) ∞ 1000 Ælfthryth (-) | Edgar van Engeland (942–975) ∞ 1000 Ælfthryth (-) | Edgar van Engeland (942–975) ∞ 1000 Ælfthryth (-) |
| Ethelred II (968-1016)     |                                                   |                                                   |                                                   |                                                   |                                                   |                                                   |                                                   |                                                   |

- Gemeinsame Normdatei: 118682474
- International Standard Name Identifier: 0000 0003 7119 6605
- KulturNav: ebe9d60c-b392-4bd7-8e98-bf35f799a5b2
- Library of Congress Control Number: n79035339
- Nationale bibliotheek van Australië: 61539771
- Nationale Bibliotheek van Israël: 987007431906805171
- Nationale Bibliotheek van Polen: a0000002703069
- Système universitaire de documentation: 079933696
- Museum of New Zealand Te Papa Tongarewa: 66168
- Virtual International Authority File: 250703474
- WorldCat: E39PBJmHF8dkY3mXW9XD6c3hHC